# Ауди А8
Ауди А8 је велика луксузна лимузина, коју израђује њемачки произвођач аутомобила Ауди, као најлуксузнији модел те фирме. Насљедник је модела V8. Већина А8 изведби има кватро (Quattro) погон на све точкове, као и мултитроник или типтроник аутоматски мјењач. Као главни конкуренти овом моделу, спомињу се Мерцедес-Бенц С-класа и BMW серије 7.

## Прва генерација (1994-2003)
Ауди А8 је дебитовао у Европи 1994. године, а тек 1997. је постао доступан на тржишту Сјеверне Америке.

## Модели мотора
- 3,0  (2967 ccm) V6  171 kW (233 KS) 0-100  8,0
- 3,2  (3123 ccm) V6  191 kW (260 KS) 0-100  8,0
- 4,2  (4134 ccm) V8  240 kW (326 KS) 0-100  6,0
- 4,2  (4163 ccm) V8  257 kW (350 KS) 0-100  6,1
- 6,0  (5998 ccm) W12 331 kW (450 KS) 0-100  5,2

## А8 купе (Coupé)
Купе верзија је израђена 1997. године, од стране независне њемачке фирме IVM Automotive. Израђен је само један модел, Аудија А8 са двоја врата без средњих штокова, али су у Аудију, на основу искуства BMW-ове серије 8, оцијенили да тај модел неће доживјети успјех на тржишту.